# 夏目吉信
夏目 吉信（なつめ よしのぶ）は、戦国時代の武将。松平氏（徳川氏）の譜代家臣。通称は次郎左衛門尉。
南紀徳川史（紀州藩の歴史書）には、（夏目系譜）吉信が15歳の時に手柄を立て、松平廣忠から諱を賜り、廣次に改名したという記述がある。熊野那智大社文書に収録の徳川家康奉行・夏目廣次奉書は、永禄12年のことである。

## 生涯

### 生い立ち

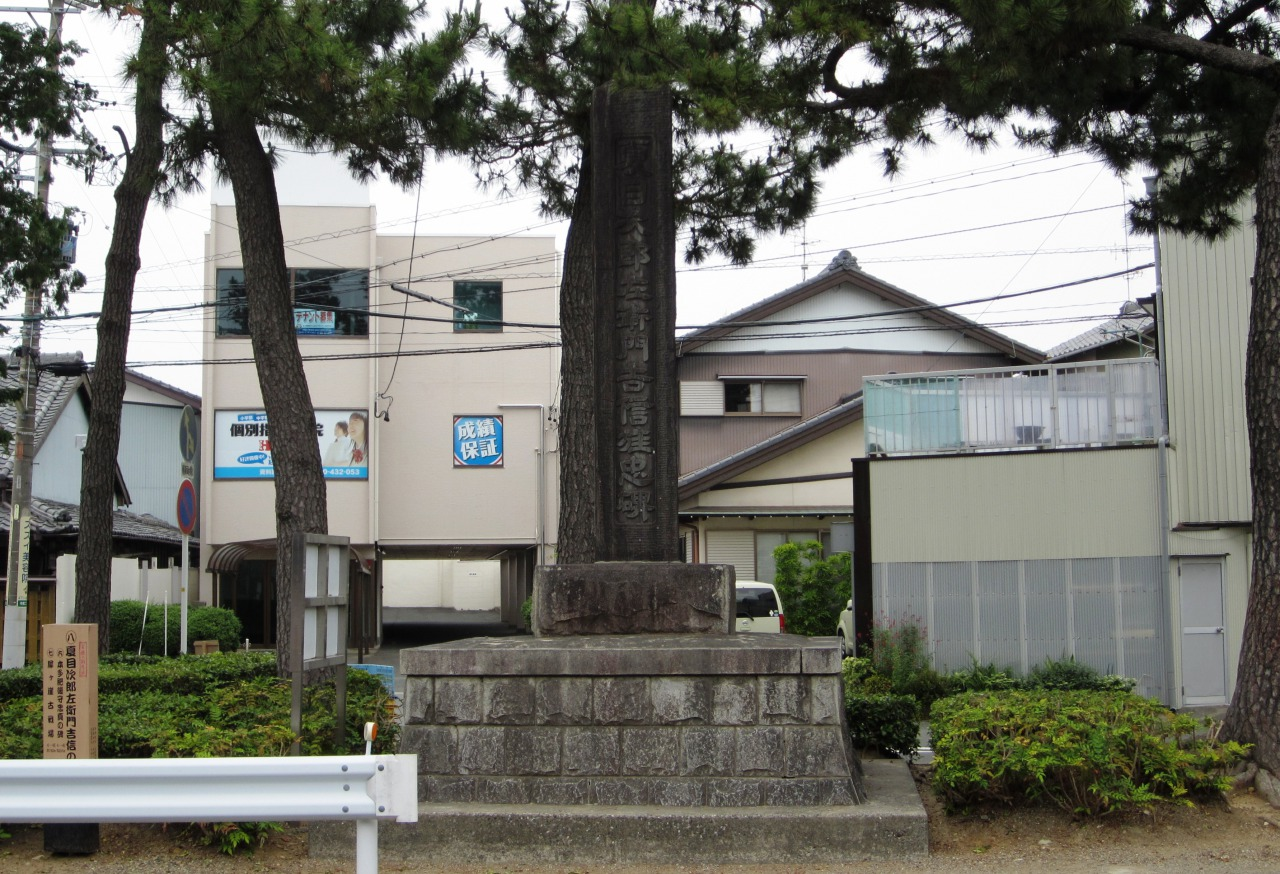
浜松市中区布橋の夏目次郎左衛門吉信旌忠碑

夏目氏は信濃国伊那郡夏目村の地頭職が起こりである。中先代の乱に敗れ、吉良荘に逃れ、六栗村の中屋敷台地に夏目屋敷城（六栗城）を構えた。古くから松平氏（徳川氏）に仕える譜代衆であった。
永正15年（1518年）、夏目吉久の長子として、三河国幡豆郡六栗村（現在の愛知県額田郡幸田町）で生まれた。永禄6年（1563年）7月3日、三河・遠江両国の郡代となる。

### 三河一向一揆

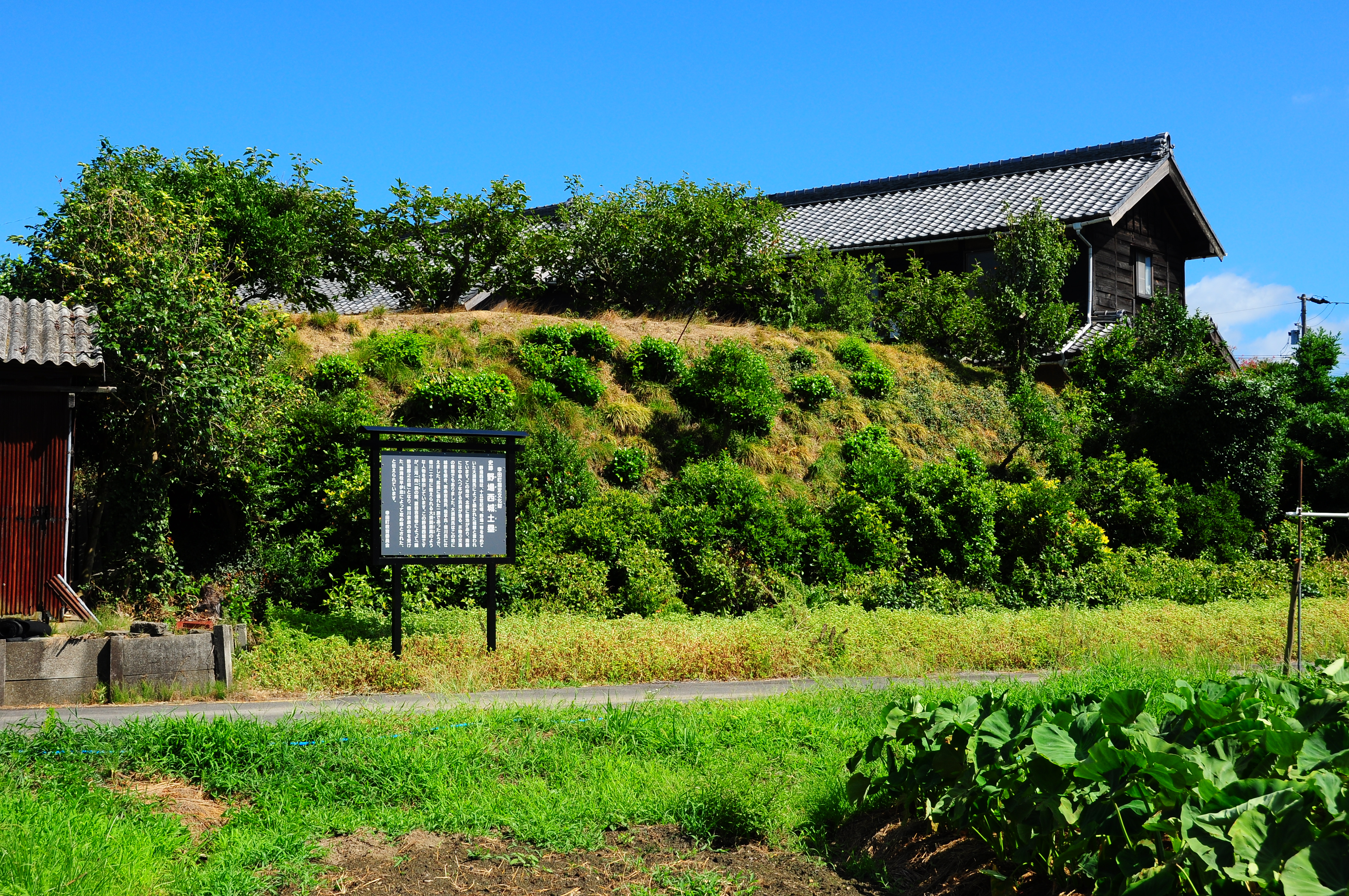
野場西城土塁

永禄4年（1561年）、三河長沢城攻めで軍功を上げ、永禄5年（1562年）に板倉重定を攻めた三州八幡合戦（八幡村城）の際には、今川氏の攻撃で家康（元康）方が総崩れになった際、殿（しんがり）を務めて、国府までの間、6度踏み止まり奮戦したという。後に家康から軍労を賞され備前長光作の脇差を賜った。
ところが、永禄6年（1563年）秋、岡崎を中心に寺が「守護不入」特権を侵害されたとして家康権力に対抗して武力蜂起した三河一向一揆では、大津半右衛門・乙部八兵衛・久留正勝らの門徒家臣とともに一揆側に加担し、野場城（六栗城との説も）に籠って松平家康（後の徳川家康）に敵対した。しかし乙部八兵衛は砦は長く持たないと判断し久留正勝等と密かに計り攻め手の松平伊忠と内通し、砦が陥落すると、松平伊忠に捕らわれたが、乙部の助命嘆願によって許され伊忠の附属となった。後に忠義の士であるとして、伊忠が家康に嘆願して正式に帰参を許された。同年7月3日、三河・遠江の郡代となる。

### 三方ヶ原の戦い
元亀3年（1573年）の三方ヶ原の戦いの時、吉信は浜松城の留守居だったが、櫓に登って戦場を遠望して味方が敗色濃厚なのを知って家康の救援に向かう。退却を進言するが、止めるのも聞かず家康が決死の突撃をしようとするので、説得を諦めて、強引に乗馬の向きを変えて、刀のみねで打って奔らせた。家康を逃がすために、自らを家康と称し、十文字の槍を持ち、25騎を率いて武田勢の追手に突入して奮戦。身代わりとなって戦死した。享年55。後に、家康は本宿の法蔵寺に三方ヶ原戦死者の慰霊碑を建てさせ、吉信の忠烈に感じて「信誉徹忠居士」と刻んだ吉信の墓を建てた。

## 系譜
- 父：夏目吉久
- 母：水野氏
  - 本人：夏目吉信
  - 妻：松下之綱の娘
    - 長男：夏目吉治
    - 次男：夏目吉季
    - 三男：夏目信次
    - 四男：夏目吉忠
    - 五男：夏目吉次

## 子孫
吉信が討ち死にした当時、長男・次男はすでに死亡しており、三男信次も出奔して松下姓を称していたため、四男の吉忠があとを継いだ。吉忠は韮山城に一万石で封ぜられる予定であったが、封地に赴く前に病死し、子の万千代も六歳で早世した。吉信の三男・信次は、口論となった同僚を斬り殺し出奔し、変名して徳川氏に仕えていた。慶長10年（1605年）に家康に名を問われて、父が吉信であると告げた。家康はその罪は重いとしながらも、父・吉信の忠節を考慮して許された。また信次の弟吉次 (杢左衛門)は兄とともに出奔して加藤清正に仕えていたが、この際に召還されて徳川秀忠の家臣に配された。信次はその後常陸国で530石を領する旗本となった。
寛政重修諸家譜には10家の夏目一族が収録されている。
明治の文豪夏目漱石は夏目氏の後裔であると称しており、門人小宮豊隆は夏目家に伝わる系図を見た上で、吉信の先祖である夏目左近将監国平の子孫であるとしている。この系統は武田氏に仕えた後に岩槻城主太田氏房に仕え、その後岩槻藩高力氏に仕えたが帰農したという。ただし、渡辺三男は旗本夏目氏や高力氏の系図を見て「世代数が明らかに少なすぎる」などの疑問点を挙げている。

## 関連史跡

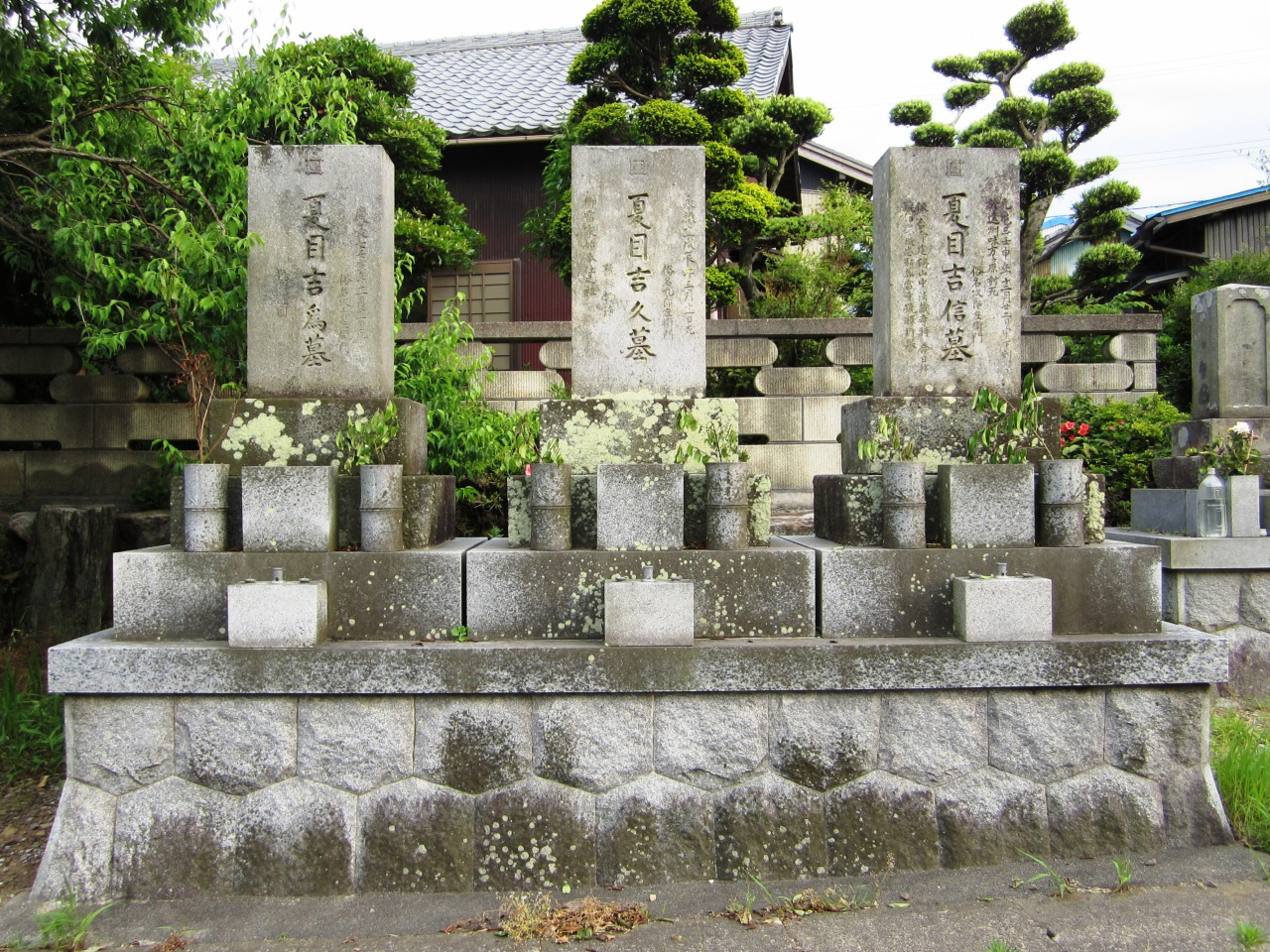
幸田町六栗にある夏目吉信の墓（右）

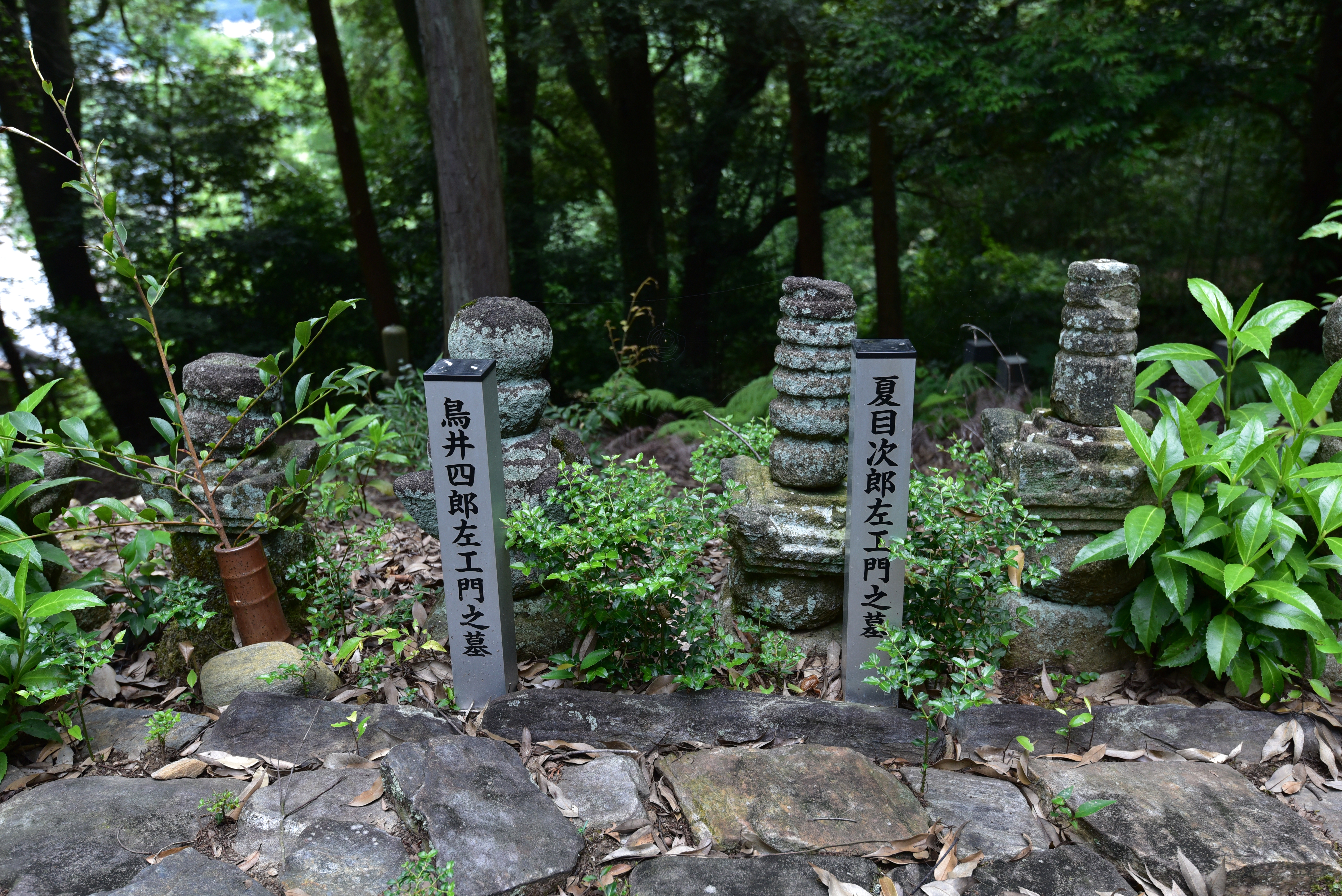
岡崎市の法蔵寺にある夏目吉信の墓

### 城跡
城跡として、愛知県額田郡幸田町には、野場城と六栗城がある。
野場城は、東西にそれぞれ城があったとされ、西城は、大須賀氏の居城で、大須賀掃部、大須賀五郎左衛門の住居として、要害よき地（守りに有利な城）だったと言われている。
六栗城は、六栗を支配していた夏目氏の居城地内にある。城跡内には、夏目家の私葬（一族としての墓）がある。
この2つの城は、永禄6年（1563年）の三河一向一揆の時には、夏目吉信や大津土左衛門、大津半右衛門、乙部八兵衛らが、立て籠もり、これを松平伊忠が攻めたと言われ、どちらが正しいかははっきりしないが、2023年（令和5年）現在残る野場西城の土塁を見ると野場城で立て籠もったと考えた方が現実的である。

### 墓所
墓所は愛知県額田郡幸田町の明善寺と愛知県岡崎市本宿町の法蔵寺境内にある。法蔵寺の墓は吉信の忠節を讃えて家康が建立させたものである。家康は吉信に信誉徹忠の号を与えて、寺に月拝供養を命じた。

### その他の史跡
静岡県浜松市中央区の犀ヶ崖資料館の傍には、吉信の忠節を讃える「夏目次郎左衛門吉信旌忠碑」がある。

## 登場作品

### テレビドラマ
- 『黄金の日日』（1978年 NHK大河ドラマ、演：陶隆司）
- 『徳川家康』（1983年 NHK大河ドラマ、演：國井正廣）
- 『どうする家康』（2023年 NHK大河ドラマ、演：甲本雅裕）